# Wasserturm Offenbach am Main

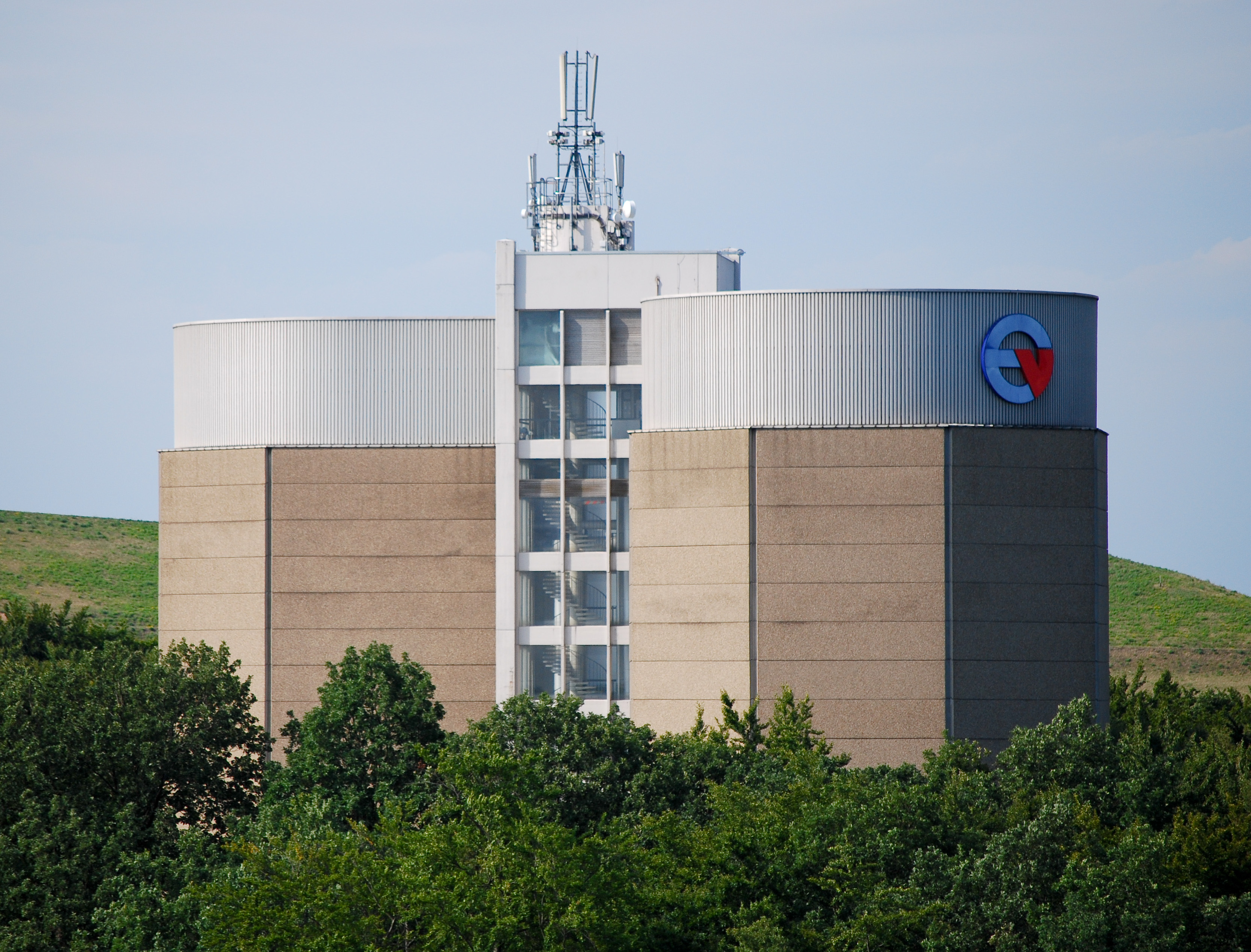
Zwillingswasserhochbehälter

Der Wasserturm Offenbach am Main ist ein Zwillingswasserturm. Durch seine Lage auf dem 132 Meter hohen Bieberer Berg sorgen die zwei Hochbehälter für einen ausreichenden Wasserdruck im 420 Kilometer langen Trinkwassersystem der Energieversorgung Offenbach, das die Städte Offenbach am Main, Dietzenbach und Mainhausen mit Trinkwasser versorgt.
Mit dem Bau des Wasserturms wurde 1966 begonnen. 1968 erfolgte die Fertigstellung und Inbetriebnahme der beiden Hochbehälter mit etwa 45 Metern Höhe. Jeder der Behälter hat einen maximalen Wasserstand von 33 Metern und fasst maximal 7.500 Kubikmeter Wasser. Es ergibt sich daraus ein Gesamtvolumen von 15 Millionen Litern Trinkwasser. Durch die Lage des Wasserturms am höchsten Punkt der Stadt erfolgt die Trinkwasserversorgung ohne Pumpen allein durch den aus der Schwerkraft resultierenden hydrostatischen Druck.
Die Auffüllung des Wasserturms erfolgt über Pumpstationen durch den Zweckverband Wasserversorgung Stadt und Kreis Offenbach, der das Frischwasser aus 115 Grundwasserbrunnen und sechs Wasserwerken der Region gewinnt. Da der Zweckverband Wasserversorgung etwa 400 Kubikmeter pro Stunde liefern kann, der Verbrauch zu Spitzenzeiten aber bei über 600 Kubikmetern pro Stunde liegt, dient der Wasserturm zugleich als Ausgleichsbehälter im Wasserversorgungssystem der Energieversorgung Offenbach.
Der Jahresverbrauch an Frischwasser im Versorgungsgebiet betrug 2005 noch 8,1 Millionen Kubikmeter und ging bis 2011 auf einen jährlichen Verbrauch von 7,4 Millionen Kubikmeter zurück. Nach Angaben des Betreibers belaufen sich die Leitungsverluste auf 2,7 Prozent im Bezug auf die gesamte eingespeiste Wassermenge.

## Sanierung
Der Wasserturm wurde ab 2013 für 3,6 Millionen Euro saniert. Dazu wurde Ende 2013 ein Hochbehälter geleert und das Innere bis April 2014 neu beschichtet und saniert. Da der Wasserverbrauch in den Sommermonaten höher ist und beide Kammern mit dem vollen Volumen von 15.000 Kubikmetern benötigt werden, erfolgte die Sanierung des zweiten Hochbehälters im Anschluss an die Trockenperiode bis zum Frühjahr 2015.